# Osman Nuri Eralp
Osman Nuri Eralp (Istanbul, 1876 – Istanbul, 1940) è stato un biologo e veterinario turco.

## Biografia
Dopo gli studi alla Facoltà di medicina civile (Mekteb-i Tıbbiye-i Mülkiye, lett. "Ufficio Imperiale di Medicina") si è specializzato alla Sorbona e all'Istituto Pasteur di Parigi. Osman Nuri Eralp è stato uno scienziato di valore che ha condotto diverse ricerche nel campo della batteriologia e della virologia.
Egli si è in particolare dedicato allo studio della tubercolosi, della tubercolina, del carbonchio (antrace), della peste bovina, del colera, dei gonococchi, della sifilide, di tutti i microrganismi che vivono nel latte e si propagano tramite il latte e di altre malattie batteriologiche. Dal 1908 al 1921 ha impartito lezioni nelle materie principali di istologia e di embriologia (Ilm-i Ensac) alle università di Istanbul ed Ankara.
Sposato con Maide, Eralp ha avuto quattro figli: Felahattin, Nurinnisa (anche lei batteriologa), Ezelin e Ahmet Fenin Toktas (ingegnere navale).